# Dichelachne rara
Dichelachne rara är en gräsart som först beskrevs av Robert Brown, och fick sitt nu gällande namn av Joyce Winifred Vickery. Dichelachne rara ingår i släktet Dichelachne och familjen gräs. Utöver nominatformen finns också underarten D. r. asperula.